# Острогляд Віктор Васильович
Віктор Васильович Острогляд (нар. 21 вересня 1956, село Скельки, тепер Василівського району Запорізької області) — український радянський діяч, механізатор колгоспу «Зоря комунізму» Василівського району Запорізької області. Депутат Верховної Ради УРСР 11-го скликання.

## Біографія
Освіта середня. Служив у Радянській армії.
З 1973 року — колгоспник, механізатор колгоспу «Зоря комунізму» села Скельки Василівського району Запорізької області.
Потім — на пенсії в селі Скельки Василівського району Запорізької області.

## Нагороди
- ордени
- медалі